# Larry Keigwin
Larry Keigwin (* 1972 in New York City) ist ein US-amerikanischer Tänzer, Choreograph und Tanzpädagoge.
Keigwins Laufbahn begann mit einer Bewerbung als Backup-Tänzer im New Yorker Club MTV. Während seines Studiums (mit Bachelorabschluss im Fach Tanz) an der Hofstra University trat er mit der Gruppe Chezzam! auf. Er arbeitete mit Partnern wie  Jane Comfort, John Jasperse, Doug Elkins, Robin Becker, David Rousseve, Varla Jean Merman und Zvi Gotheiner zusammen. An der Metropolitan Opera trat er in Doug Varones Le Sacre du Printemps und Julie Taymores The Magic Flute auf. Für seinen Auftritt in Mark Dendys Dream Analysis wurde er 1999 mit einem Bessie Award ausgezeichnet. 2003 gründete er die Tanzkompagnie KEIGWIN + COMPANY. Er ist künstlerischer Leiter der Gruppe, mit der er u. a. am Kennedy Center, dem Joyce Theater, bei Works & Process at the Guggenheim und am New York City Center auftrat und zahlreiche Uraufführungen realisierte. Er selbst choreographierte für die Gruppe mehr als 20 Werke darunter Bolero, verfilmt von Andy Kokoszka unter dem Titel Bolero Seniors. Auftragsarbeiten schuf er u. a. für Paul Taylors American Modern Dance, das Royal New Zealand Ballet, die Martha Graham Dance Company, das New York Choreographic Institute, die Juilliard School und das Vail International Dance Festival.
2011 choreographierte er für das American Conservatory Theater in San Francisco das Musical Tales of the City. Für die Off-Broadway-Produktion Rent wurde er im gleichen Jahr von der Stage Directors & Choreographers Foundation mit dem Joe A. Callaway Award ausgezeichnet. 2013 war er Choreograph des Broadway-Musicals If/Then mit Idina Menzel. Außerdem war er auch an der Choreographie von The Radio City Rockettes und dem Off-Broadway-Musical The Wild Party beteiligt und trat in der Broadway-Show Dance of the Vampires und Julie Taymors Film Across the Universe auf. Mit seinem Keigwin Kabaret präsentiert er Stücke, die eine Fusion aus Modernem Tanz, Vaudeville und Burleske darstellen, am Public Theater von Joe's Pub und beim Symphony Space.
Als Lehrer unterrichtete Keigwin u. a. Studenten der Juilliard School, der New York University, der North Carolina University for the Arts und des California Institute of the Arts. Als Mitglied von DanceMotion USA reiste er 2017 an die Elfenbeinküste, nach Äthiopien und Tunesien und betreute dort Unterrichtsprogramme und Aktivitäten junger Studenten und Tänzer.

## Weblink
- Keigwin + Company